# Louis Mesnard
Pour les articles homonymes, voir Mesnard.
Louis Mesnard, écuyer, seigneur du Pavillon et du Plessis-Renard, fut maire de Nantes de 1682 à 1683.

## Biographie
Louis Mesnard est le fils de François Mesnard et de Renée Cesbron. Il épouse Jeanne Léonard puis Marguerite Bidé, dame de La Cormerais.
Marchand drapier, il est échevin de Nantes en 1664, capitaine de la milice bourgeoise et maire de Nantes en 1682.